# (1317) Silvretta
(1317) Silvretta es el asteroide número 1317 situado en el cinturón principal. Fue descubierto por el astrónomo Karl Wilhelm Reinmuth  desde el observatorio de Heidelberg, el 1 de septiembre de 1935. Su designación alternativa es 1935 RC. Está nombrado por el Silvrettahorn, una montaña de los Alpes.